# Бернхард фон Липе-Вайсенфелд
Бернхард Хайнрих Фердинанд фон Липе-Вайсенфелд (на немски: Bernhard Heinrich Ferdinand Graf und Edler Herr zur Lippe-Weissenfeld) от линията Липе-Бистерфелд на фамилията Липе е граф и господар на Липе-Вайсенфелд.

## Биография
Роден е на 22 февруари 1779 година във Виена, Хабсбургска монархия. Той е вторият син на граф Карл Кристиан фон Липе-Вайсенфелд (1740 – 1808) и първата му съпруга графиня Хенриета Луиза фон Каленберг (1745 – 1799), дъщеря на граф Йохан Александер фон Каленберг (1697 – 1776) и графиня и господарка Рахел Луиза Хенриета фон Вертерн-Байхлинген (1726 – 1753).
Баща му Карл Кристиан фон Липе-Вайсенфелд се жени втори 1800 г. в Кличдорф за братовчедка си графиня Изабела Луиза Констанца фон Золмс-Барут (1774 – 1856).
Граф Бернхард фон Липе-Вайсенфелд умира на 7 август 1857 г. в Планиц, Кралство Саксония (днес част от Цвикау, Германия) на 78-годишна възраст.

## Фамилия
Бернхард фон Липе-Вайсенфелд се жени на 21 май 1820 г. в Лютцшена за Емилия Августа Мариана фон Кленгел, (* 12 ноември 1785; † 24 март 1865). Те имат три деца:
- Изолда Бернхардина Емилия Клементина (* 16 юни 1821, Дрезден; † 25 октомври 1880, Дрезден), омъжена на 8 септември 1847 г. в Алтенбург за Георг Хайнрих фон Арним-Планиц (* 18 юли 1800; † 9 октомври 1855)
- Александрина Августа Хенриета Целестина (* 20 октомври 1823, дворец Оберльосниц, Саксония; † 3 март 1900, Обершьонфелд), монахиня
- Карл Ернст Армин Емил Фердинанд(* 15 октомври 1825, дворец Оберльосниц; † 21 април 1889, дворец Обершьонфелд, Силезия), граф на Липе-Вайсенфелд, 1872 г. професор по земеделие в Росток, писател, женен на 4 ноември 1851 г. във Ваймар за фрайин Елиза фон Емингхауз (* 29 септември 1826, Вайда; † 2 ноември 1902, Обершьонфелд); децата му имат титлата принц/принцеса